# Ogcodes pamiricus
Ogcodes pamiricus är en tvåvingeart som beskrevs av Nartshuk 1982. Ogcodes pamiricus ingår i släktet Ogcodes och familjen kulflugor.
Artens utbredningsområde är Tadzjikistan. Inga underarter finns listade i Catalogue of Life.